# 長谷川威展
長谷川 威展（はせがわ たけひろ、1999年8月9日 - ）は、埼玉県大宮市（現：さいたま市大宮区）出身のプロ野球選手（投手）。左投左打。福岡ソフトバンクホークス所属。

## 経歴

### プロ入り前
さいたま市立植水小学校では加茂川ワイルドダックス、さいたま市立桜木中学校では硬式野球（リトルシニア）の和光リトルシニアでプレーした。
花咲徳栄高等学校では外野手を務めていたが、2年時に投手へ転向。3年夏の県大会では背番号19でベンチ入りしていたが、チームが全国制覇を達成した第99回全国高等学校野球選手権大会ではベンチ外であった。同期には清水達也、西川愛也がいた。
高校卒業後は金沢学院大学人間健康学部スポーツ健康学科に進学し、2年春からリリーフとして登板。2年秋に出場した明治神宮大会で2試合に登板すると、その投球が評価され、大会後には大学日本代表候補合宿に選出された。リーグ戦では通算22試合の登板で1勝0敗・防御率0.23。
2021年10月11日に行われたドラフト会議にて、北海道日本ハムファイターズから6位指名を受け、11月12日に契約金2500万円・年俸700万円（金額はいずれも推定）で仮契約した。背番号は53。なお、チームには同姓の長谷川凌汰が所属しているため、報道上の表記およびスコアボード上の表記は「長谷川威」となる。

### 日本ハム時代
2022年は春季キャンプを二軍でスタートしたが、オープン戦で登板機会を得ると、6試合の登板で防御率2.57と結果を残し、リリーフとして開幕一軍入りを果たした。3月26日の福岡ソフトバンクホークス戦でプロ初登板となり、1イニングを無失点に抑えた。ただ、この1試合のみで同28日に出場選手登録を抹消されると、4月中旬からは左肘痛により、4か月ほど戦列を離れた。10月2日に出場選手登録となり、同日の埼玉西武ライオンズとのレギュラーシーズン最終戦、2点リードの7回表から登板し、1イニングを無失点に抑えてプロ初ホールドを記録。ルーキーイヤーは一軍で2試合に登板し、0勝0敗1ホールド・防御率0.00という成績であった。オフに10万円増となる推定年俸710万円で契約を更改した。なお、シーズン終了後に長谷川凌汰が戦力外通告を受けて現役を引退したことで、報道上の表記およびスコアボード上の表記が「長谷川」となった。
2023年はオープン戦で計4試合・3イニングを無失点に抑えていたが、開幕は二軍で迎えた。5月23日に出場選手登録となり、同日のソフトバンク戦でシーズン初登板を果たし、1イニングを無失点に抑えた。3試合の登板で無失点に抑えていたが、6月13日の横浜DeNAベイスターズ戦での登板を最後に同20日に出場選手登録を抹消された。二軍でもしばらく調子が上がらずにいたが、8月8日の二軍戦以降は10試合連続無失点を記録し、9月16日に出場選手登録され、シーズン終了まで一軍に帯同し、この年は9試合の登板で防御率1.08を記録。オフに60万円増となる推定年俸770万円で契約を更改した。

### ソフトバンク時代
2023年12月8日に開催された現役ドラフトの結果、福岡ソフトバンクホークスへ移籍となった。背番号は59。
2024年は春季キャンプをA組でスタート。オープン戦では6試合に登板し、1勝0敗2セーブ・防御率0.00と好成績を残したが、発熱を伴う体調不良で開幕直前の一軍練習に不参加となり、3月28日に公示された開幕一軍メンバーから外れた。長谷川は同日にリハビリ組へ合流となり、4月2日の二軍戦で実戦復帰を果たし、同4日に出場選手登録。4月7日の東北楽天ゴールデンイーグルス戦の6回裏、同点を許した直後の二死二塁という場面で移籍後初登板となり、無失点で切り抜ける好救援を見せた。その後は登板機会に恵まれなかったものの、3試合目の登板となった同29日の西武戦では、2点ビハインドの9回表に登板し、1イニングを三者凡退に抑えると、チームが直後にサヨナラ勝ちを収めたことで、長谷川にプロ初勝利が記録された。開幕から10試合連続無失点を記録するなど、初勝利以降もブルペンを支えていたが、8月26日に出場選手登録を抹消された。9月6日の再登録以降は一軍に帯同し、この年は32試合の登板で4勝0敗6ホールド・防御率2.49を記録し、チーム4年ぶりのリーグ優勝に貢献。ポストシーズンでは、DeNAとの日本シリーズで1試合に登板した。12月6日、1730万円増となる推定年俸2500万円で契約を更改した。
2025年は左肘の違和感のため、春季キャンプ前からリハビリ組で調整を続けていた。その後、3月21日に群馬県内の病院で左肘内側側副靭帯再建術（トミー・ジョン手術）を受けたことが球団より発表された。競技復帰まで10 - 12か月となる見込みと報じられた。

## 選手としての特徴・人物
| 球種       | 配分 % | 平均球速 km/h | 被打率 |
| ---------- | ------ | ------------- | ------ |
| スライダー | 42.7   | 123.8         | .140   |
| ストレート | 38.1   | 140.7         | .231   |
| ツーシーム | 13.1   | 139.9         | .308   |
| フォーク   | 06.1   | 131.0         | .500   |

テイクバックの小さいサイド気味の投球フォームが特徴。エドウィン・エスコバーの投球フォームに似ていることから、名前の「威展（たけひろ）」とかけて「タケコバー」の愛称を持つ。
持ち球は最速151km/hのストレート、大小2種類の曲がり幅があるスライダー、ツーシーム、フォーク。プロ入り時の新入団選手発表にて「キレッキレのスライダーを見てもらいたいです」と本人が話したように、一番自信のある球種はスライダーであり、決め球に用いている。

## 詳細情報

### 年度別投手成績
| 年 度     | 球 団        | 登 板 | 先 発 | 完 投 | 完 封 | 無 四 球 | 勝 利 | 敗 戦 | セ 丨 ブ | ホ 丨 ル ド | 勝 率 | 打 者 | 投 球 回 | 被 安 打 | 被 本 塁 打 | 与 四 球 | 敬 遠 | 与 死 球 | 奪 三 振 | 暴 投 | ボ 丨 ク | 失 点 | 自 責 点 | 防 御 率 | W H I P |
| --------- | ------------ | ----- | ----- | ----- | ----- | -------- | ----- | ----- | -------- | ----------- | ----- | ----- | -------- | -------- | ----------- | -------- | ----- | -------- | -------- | ----- | -------- | ----- | -------- | -------- | ------- |
| 2022      | 日本ハム     | 2     | 0     | 0     | 0     | 0        | 0     | 0     | 0        | 1           | ----  | 9     | 2.0      | 2        | 0           | 1        | 0     | 0        | 2        | 0     | 0        | 0     | 0        | 0.00     | 1.50    |
| 2023      | 日本ハム     | 9     | 0     | 0     | 0     | 0        | 0     | 0     | 0        | 0           | ----  | 35    | 8.1      | 8        | 0           | 3        | 0     | 1        | 5        | 0     | 0        | 1     | 1        | 1.08     | 1.32    |
| 2024      | ソフトバンク | 32    | 0     | 0     | 0     | 0        | 4     | 0     | 0        | 6           | 1.000 | 108   | 25.1     | 20       | 1           | 10       | 3     | 0        | 21       | 0     | 0        | 7     | 7        | 2.49     | 1.18    |
| 通算：3年 | 通算：3年    | 43    | 0     | 0     | 0     | 0        | 4     | 0     | 0        | 7           | 1.000 | 152   | 35.2     | 30       | 1           | 14       | 3     | 1        | 28       | 0     | 0        | 8     | 8        | 2.02     | 1.23    |

- 2024年度シーズン終了時

### 年度別守備成績
| 年 度 | 球 団        | 投手  | 投手  | 投手  | 投手  | 投手  | 投手     |
| 年 度 | 球 団        | 試 合 | 刺 殺 | 補 殺 | 失 策 | 併 殺 | 守 備 率 |
| ----- | ------------ | ----- | ----- | ----- | ----- | ----- | -------- |
| 2022  | 日本ハム     | 2     | 0     | 1     | 0     | 0     | 1.000    |
| 2023  | 日本ハム     | 9     | 2     | 1     | 0     | 0     | 1.000    |
| 2024  | ソフトバンク | 32    | 0     | 7     | 1     | 0     | .875     |
| 通算  | 通算         | 43    | 2     | 9     | 1     | 0     | .917     |

- 2024年度シーズン終了時

### 記録
初記録
- 初登板：2022年3月26日、対福岡ソフトバンクホークス2回戦（福岡PayPayドーム）、8回裏に5番手で救援登板・完了、1回無失点[16]
- 初奪三振：同上、8回裏に三森大貴から空振り三振
- 初ホールド：2022年10月2日、対埼玉西武ライオンズ25回戦（ベルーナドーム）、7回裏に3番手で救援登板、1回無失点[21]
- 初勝利：2024年4月29日、対埼玉西武ライオンズ6回戦（みずほPayPayドーム福岡）、9回表に4番手で救援登板・完了、1回無失点[46]

### 背番号
- 53（2022年[11] - 2023年）
- 59（2024年[37] - ）